# Rhyacophila falcifera
Rhyacophila falcifera là một loài Trichoptera trong họ Rhyacophilidae. Chúng phân bố ở miền Ấn Độ - Mã Lai.